# Torrione di Sant'Antonio

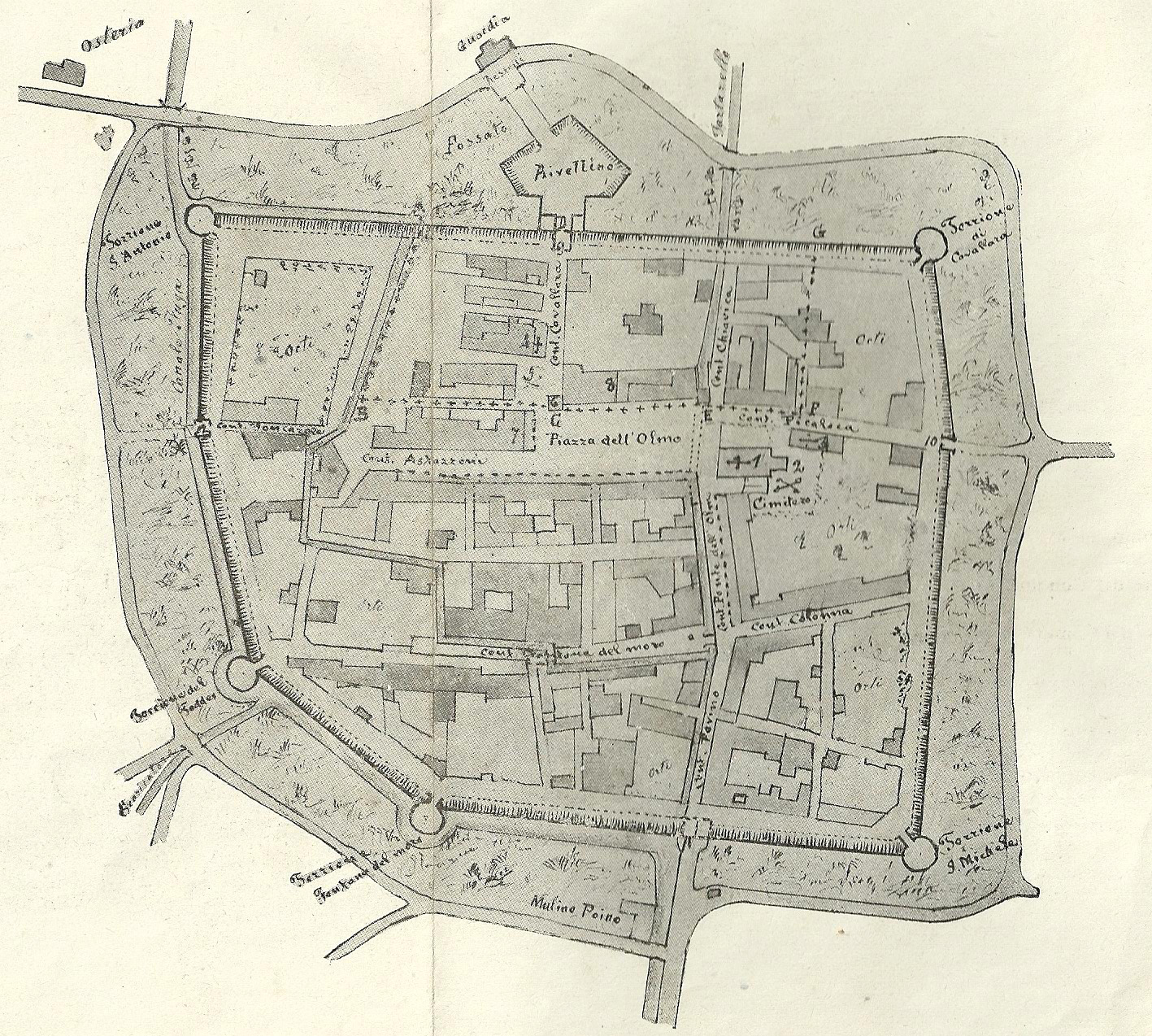
La città fortezza di Castel Goffredo all'inizio del Cinquecento.

Il Torrione di Sant'Antonio faceva parte un tempo delle mura difensive di Castel Goffredo, in provincia di Mantova. È l'unico rimasto (ricostruito) dei sette che erano utilizzati a controllo e difesa della città.

## Storia e descrizione
All'inizio del Quattrocento, sotto il marchesato di Alessandro Gonzaga, il primo nucleo abitato costruito a ridosso di "Castelvecchio" fu circondato da un secondo ordine di mura. Tutto attorno alle mura si estendeva un fossato originato dal corso dei torrenti Fuga e Tartarello.

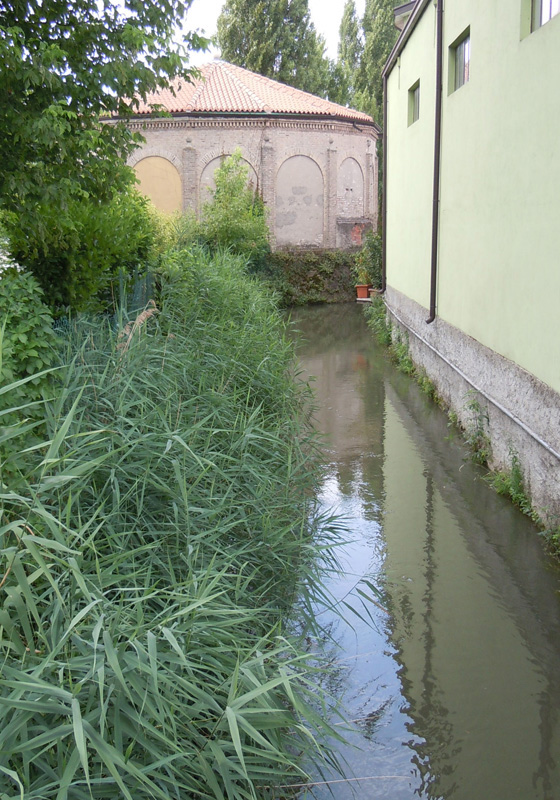
Castel Goffredo, ex Torrione di Sant'Antonio con fossato di difesa alimentato dal torrente Fuga

Nella città fortezza vi erano sette torrioni difensivi ad arco circolare così chiamati:
- Torrione Cavallara, a nord-est
- Torrione di San Giovanni, a est
- Torrione di San Michele, a sud-est
- Torrione Fontana del Moro, a sud
- Torrione dei Disciplini (o di San Matteo), a sud-ovest
- Torrione Poncarali, a ovest
- Torrione di Sant'Antonio, a nord-ovest

Faceva parte delle opere di difesa quattrocentesche anche il rivellino, abbattuto nel 1757.
Nel 1817 prese avvio la demolizione della seconda cinta muraria che progressivamente venne conclusa nel 1920.
Ciò che rimane dell'antico Torrione di Sant'Antonio, lambito ancora dal torrente Fuga, è oggi rappresentato dal basamento sul quale insiste la costruzione circolare coperta con arcate (la rotonda) visibile e visitabile nel Parco La Fontanella.

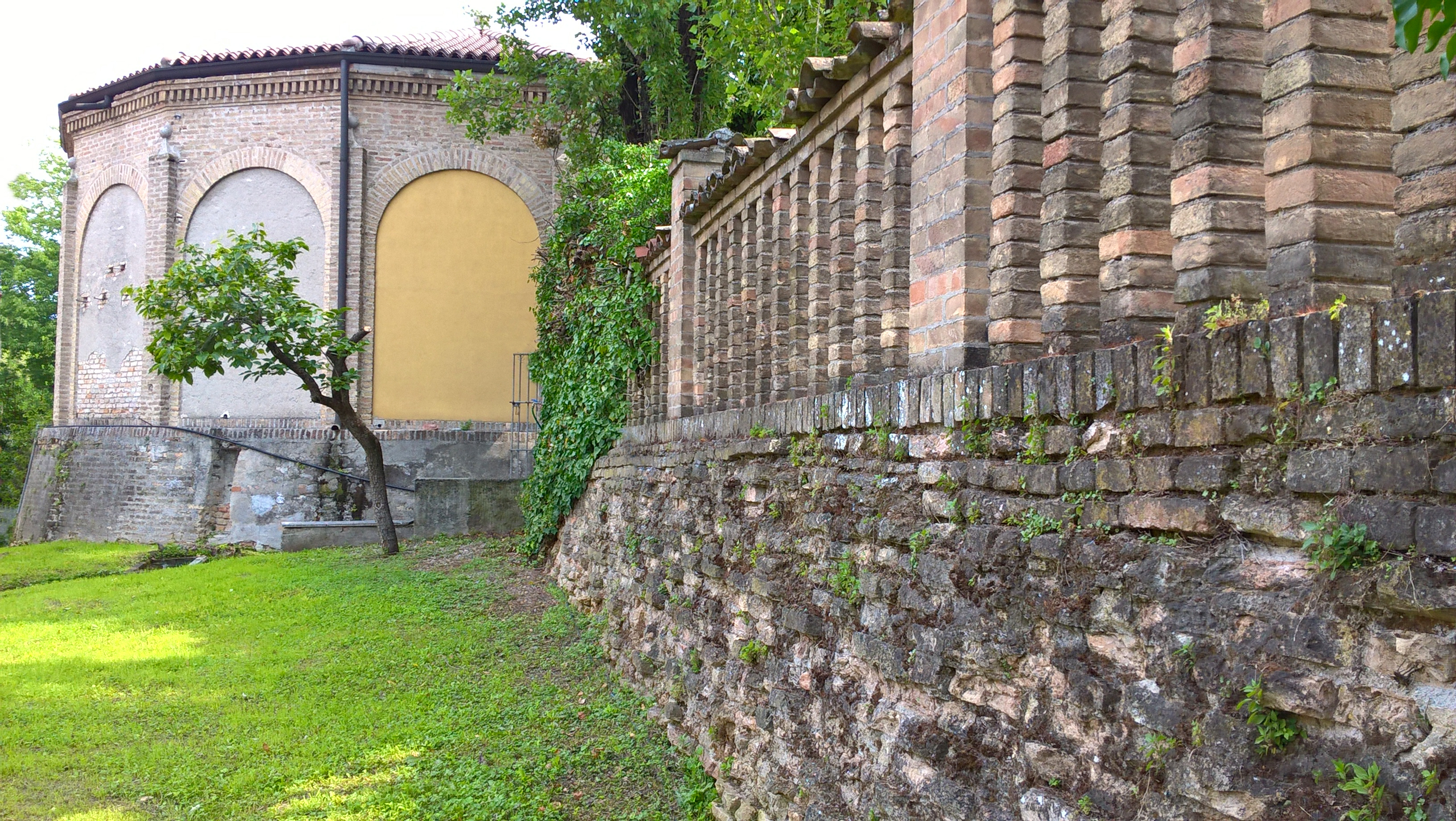
Torrione di Sant'Antonio con un tratto di mura

### Altre fonti
- 1999 – Immagina. Castel Goffredo: l'evoluzione di un territorio, CD-ROM, a cura del Comune di Castel Goffredo